# 타이베이 전운역

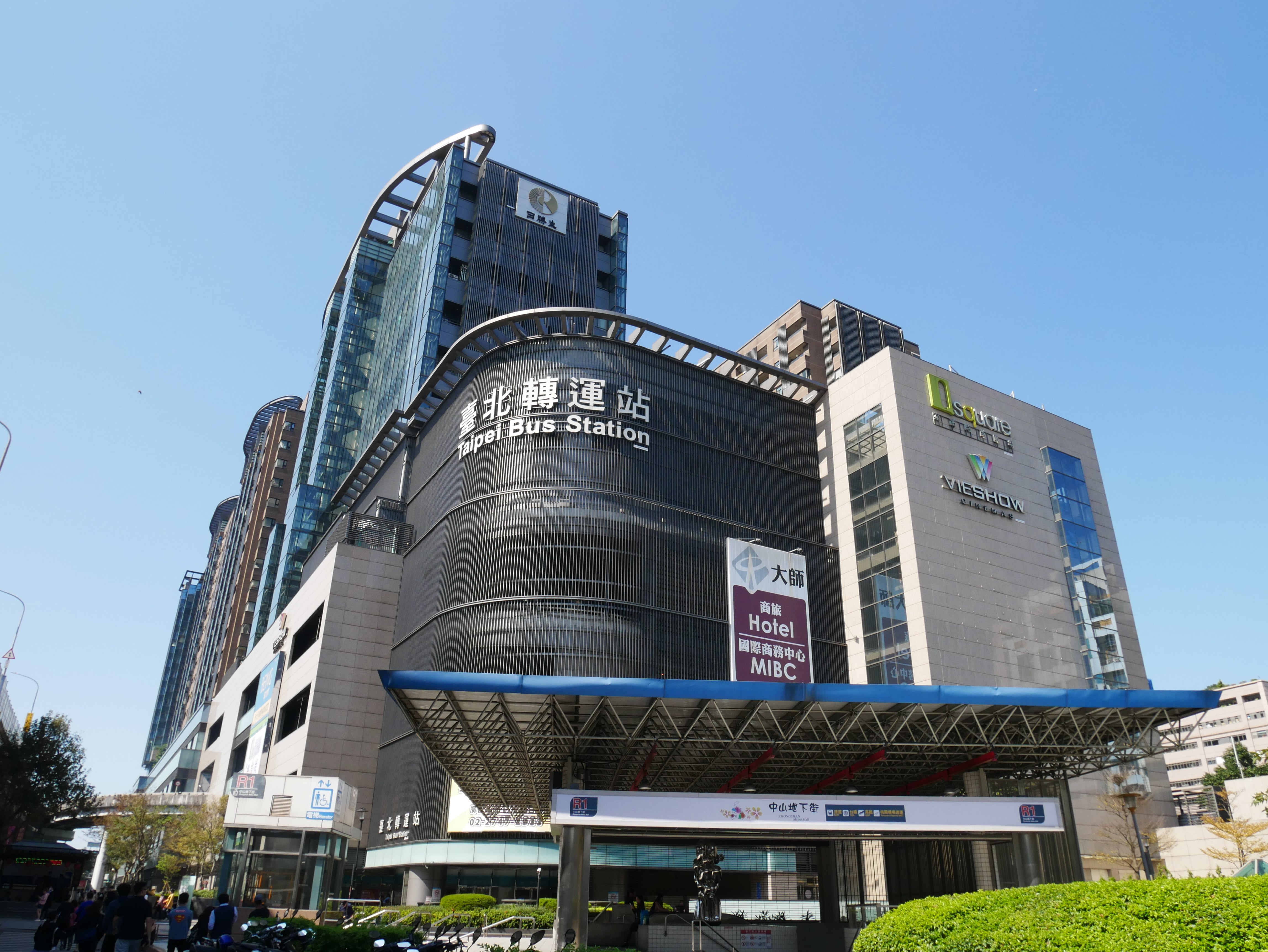
타이베이 전운역

타이베이 전운역은 중화민국 타이완 타이베이시 다퉁 구에 있는 버스 터미널이다. 터미널 뿐만 아니라 쇼핑 센터, 호텔 등을 갖추고 있다.